# Krzemionki Zakrzowskie
Krzemionki Zakrzowskie – wzgórze zrębowe w południowo-zachodniej części Krakowa na południe od Wisły. W różnych opracowaniach nosi też inne nazwy: Zakrzówek, Zrąb Zakrzówka, Skały Twardowskiego, Zrąb Południowy. Dawniej wzgórze znajdowało się w obrębie wsi Zakrzówek, która została włączona do Krakowa, obecnie znajduje się w Krakowie, w Dzielnicy VIII Dębniki, w mezoregionie Pomost Krakowski, w makroregionie Brama Krakowska.
Od kilkuset lat na Krzemionkach Zakrzowskich wydobywano wapienie dla potrzeb budownictwa, najbardziej intensywne wydobycie miało miejsce od początku XX wieku. Na obszarze wzgórza istniały wówczas cztery kamieniołomy: Łom Bergera, Skałki Twardowskiego, Kapelanka i Zakrzówek. Największy był kamieniołom Zakrzówek. Pozostało po nim ogromne zagłębienie terenu, które po zaprzestaniu eksploatacji w szybkim czasie wypełniła woda. Dziś jest to popularne wśród krakowian miejsce wypoczynku, tzw. Zalew Zakrzówek. Większa część wzgórza stała się terenem rekreacyjnym Krakowa o nazwie Uroczysko Skałki Twardowskiego. W północno-wschodniej jego części znajduje się suchy kamieniołom Kapelanka, którego skalne ściany mające postać murów skalnych stanowią bardzo popularne miejsce wspinaczkowe nie tylko krakowskich wspinaczy. Wspinacze wyróżniają wśród nich skały: Baba Jaga, Ciąża, Freney, Niski Mur, Problemówka, Rdzawe Zacięcie, Szara Ścianka, Sadystówka. Pozostałą część Krzemionek porasta las. Przez wzgórze prowadzi gęsta sieć ścieżek spacerowych z ławkami dla turystów i koszami na śmieci.
Wśród skał Krzemionek Zakrzowskich jest kilkanaście jaskiń, największa Jaskinia Twardowskiego znajduje się w zachodniej części Krzemionek. Pozostałe jaskinie i schroniska to: Jaskinia Jasna, Jaskinia Koguta, Jaskinia Musza, Jaskinia Niska, Jaskinia pod Nyżą, Jaskinia przed Problemówką, Jaskinia Pychowicka, Jaskinia w Anastomozach, Jaskinia Wywiew, Jaskinia z Kulkami, Kawerna Magazyn, Okienko Zbójnickie, Rurka, Schronisko nad Sadystówką, Schronisko obok Anastomozów, Tunel w Pychowicach.

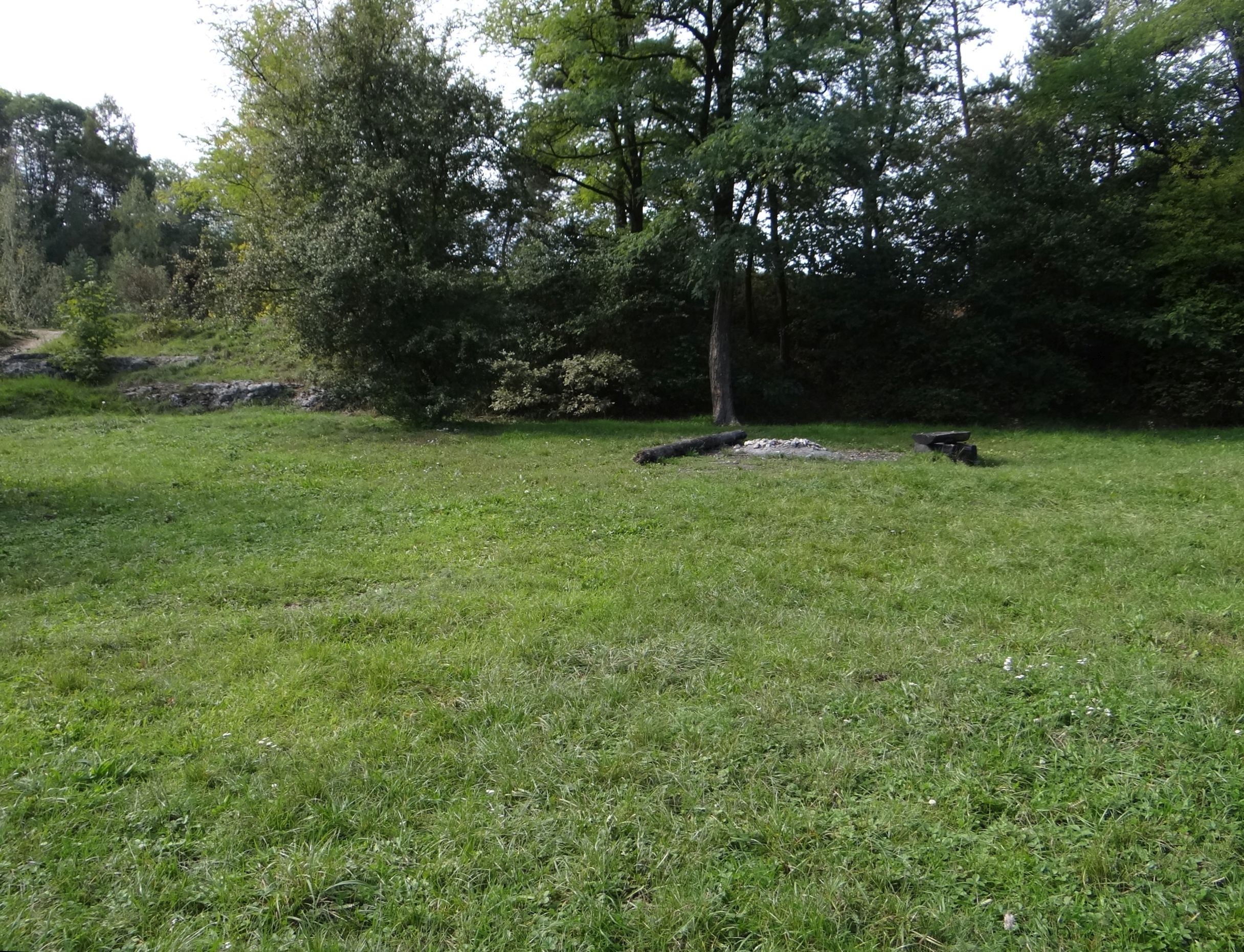
Skałki Twardowskiego
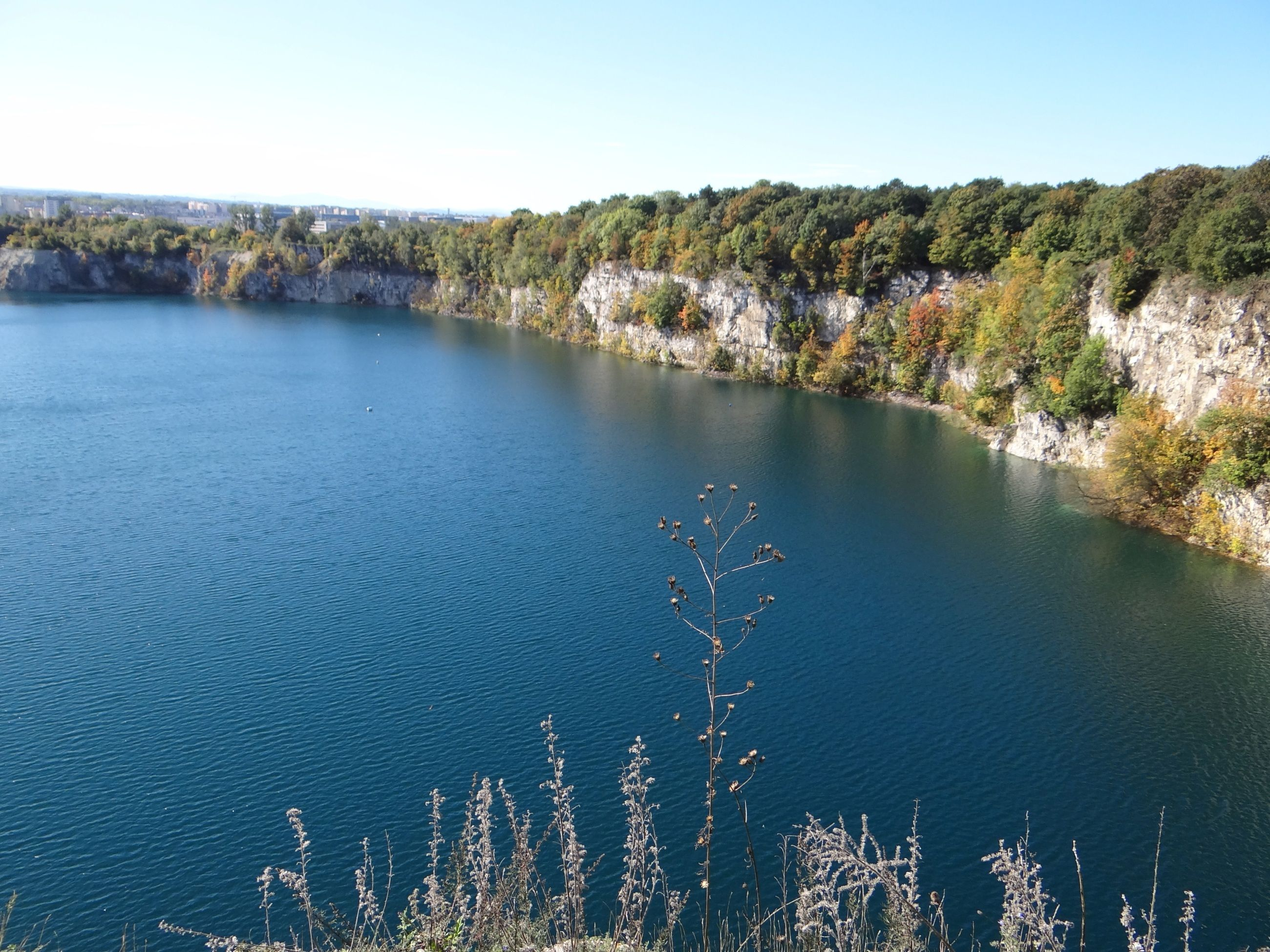
Zalew Zakrzówek
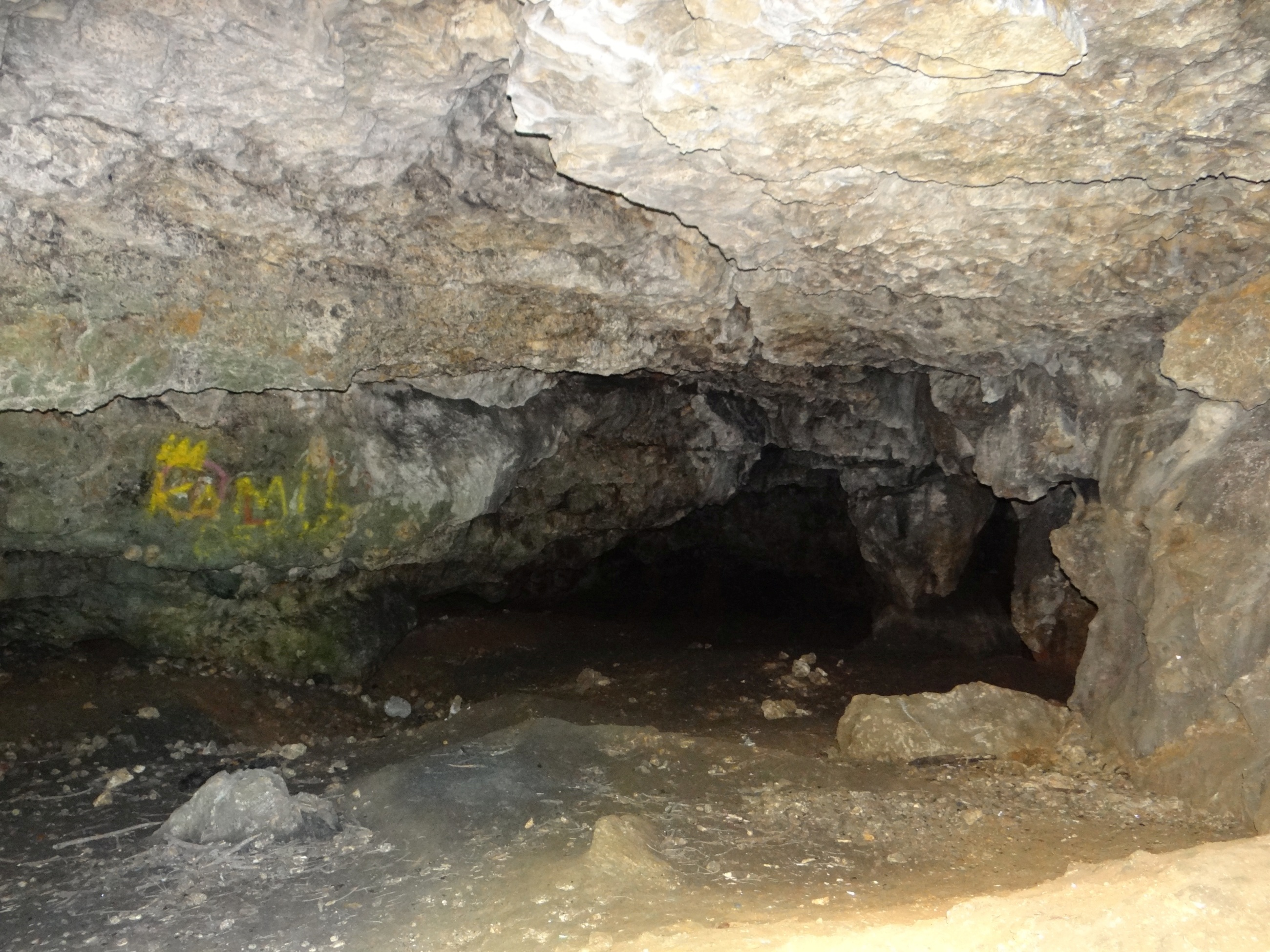
Jaskinia Twardowskiego
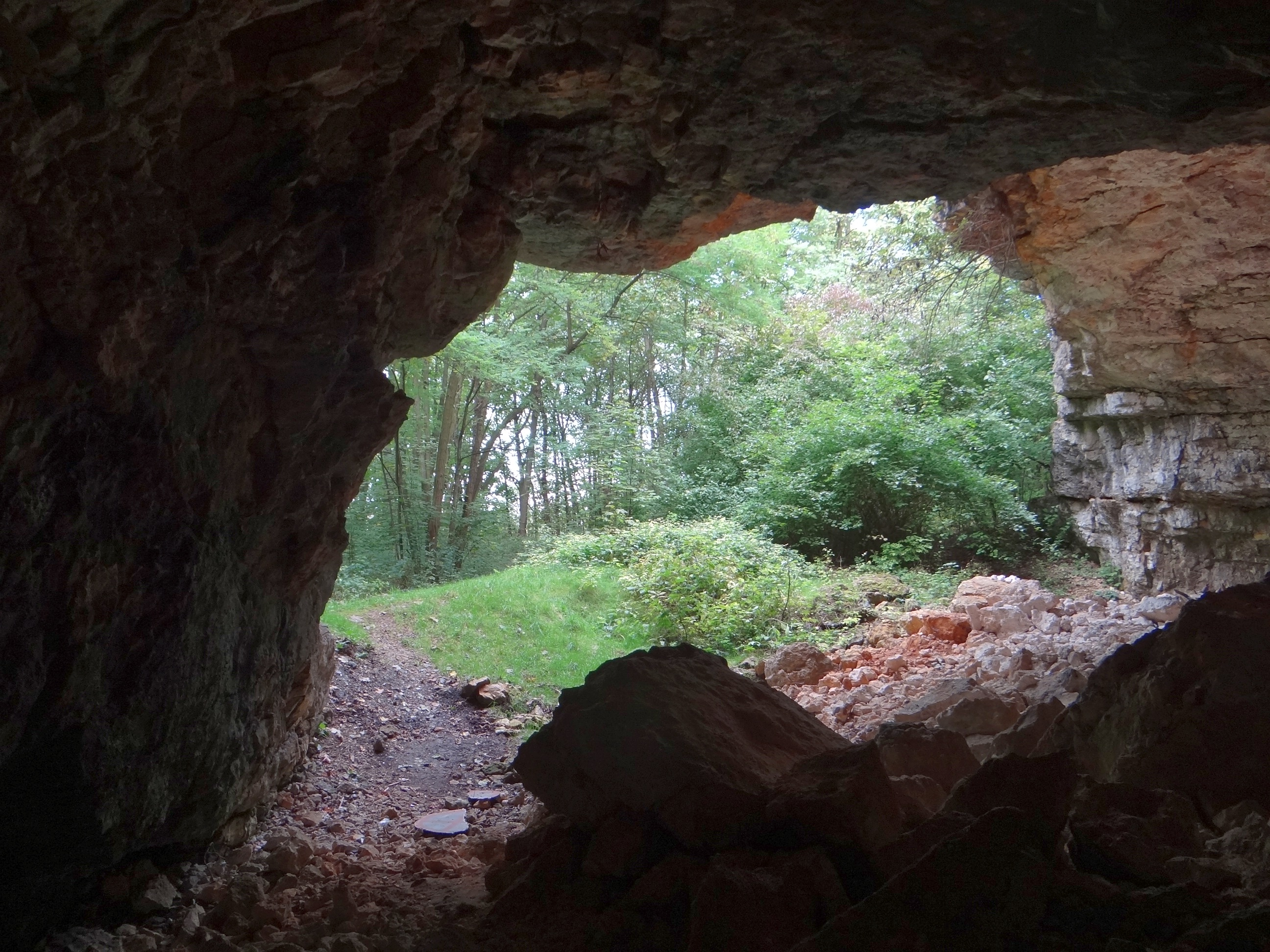
Jaskinia Jasna
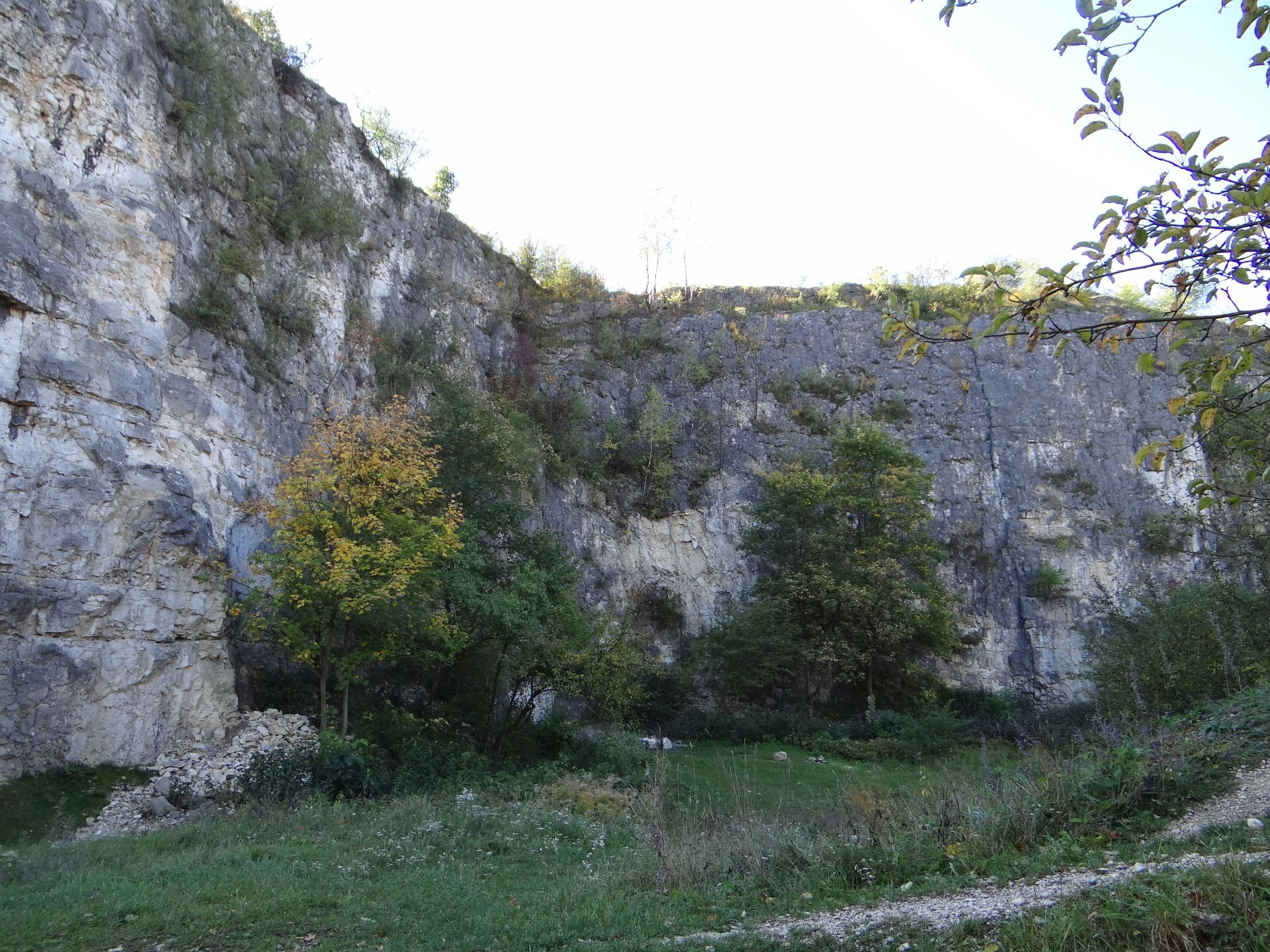
Skała Freney
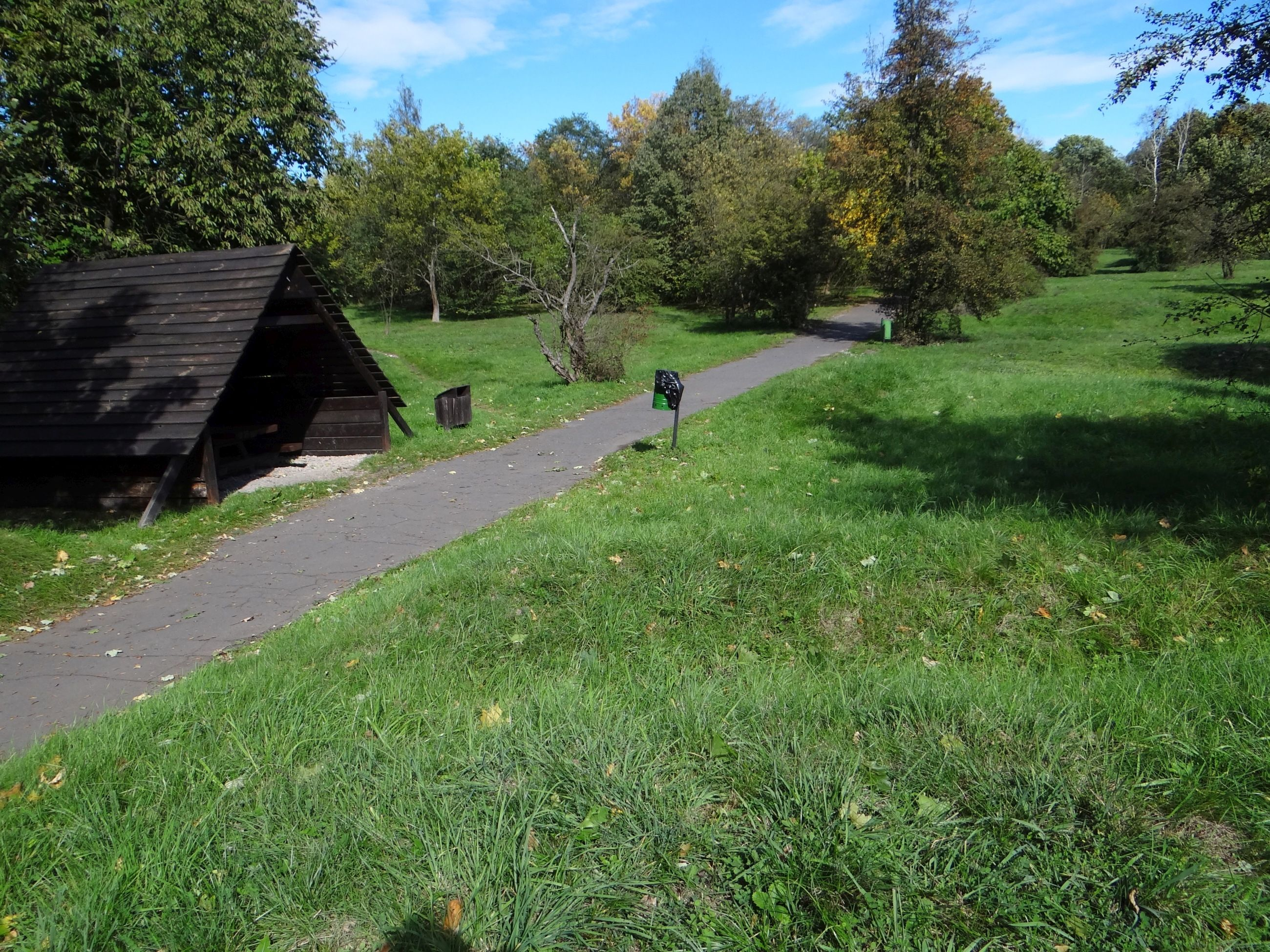
Alejka spacerowa